# William Kurrelmeyer
William Kurrelmeyer, ursprünglich Wilhelm Kurrelmeyer (* 17. Januar 1874 in Osnabrück; † 9. Oktober 1957 in Baltimore) war ein US-amerikanischer Germanist deutscher Herkunft.

## Leben
Seit 1882 in den USA, wurde Kurrelmeyer im Jahre 1900 von der Johns-Hopkins-Universität zum PhD promoviert. Nach einem Jahr Lehre am Franklin & Marshall-College in Lancaster (Pennsylvania) kehrte er nach Baltimore und an die Johns-Hopkins-Universität zurück, um hier deutsche Sprache und Literatur bis zu seiner Emeritierung im Jahre 1944 zu lehren.
Sein Sohn Bernhard (* 1903) wurde Physiker, seine Tochter Carrie May Kurrelmeyer Zintl (1904–1992) lehrte klassische Philologie am Hopkins und Loyola College. Sie stiftete zu seinem Andenken die William-Kurrelmeyer-Kuratorenstelle sowie eine gleichnamige Professur für Germanistik an der Johns-Hopkins-Universität.

## Werk
Kurrelmeyers Forschungsinteressen galten zunächst der Geschichte der deutschen Bibelübersetzungen vor Luther. Als Ergebnis seiner mehrjährigen Forschungen auf diesem Gebiet, für die er in den Sommermonaten alljährlich nach Deutschland reiste, erschien in den Jahren 1904 bis 1915 seine monumentale 10-bändige Edition der Mentelin-Bibel, in deren Apparat er sämtliche Varianten der dreizehn Folgeeditionen verzeichnet.
Er beschäftigte sich eingehend mit Christoph Martin Wieland. Bahnbrechend waren seine Erkenntnisse zu den sogenannten Doppeldrucken, unautorisierten Raubdrucken Wielands, aber auch Goethes und Schillers, und ihren Auswirkungen auf die Textüberlieferung dieser Autoren, die er ab 1910 veröffentlichte. Seine Forschungen führten zur Einladung der Preußischen Akademie der Wissenschaften, an deren Projekt der Gesamtausgabe der Werke Wielands mitzuarbeiten.
Kurrelmeyer erwarb sich eine umfangreiche Bibliothek von nahezu 25.000 Bänden und 1640 Handschriften (vor allem Briefe aus dem 19. Jahrhundert, aber auch zum Beispiel Entwürfe Otto Ludwigs), die nach seinem Tode der Bibliothek der Johns-Hopkins-Universität gestiftet wurde.

## Veröffentlichungen

### Als Autor
- The historical development of the types of the first person plural imperative in German. K. J. Trübner, Strassburg 1900 (Dissertation), archive.org.
- Doppeldrucke von Schillers Jungfrau von Orleans. In: Modern Language Notes 25, 1910, S. 97–102 (jstor.org) und 131–137 (www.jstor.org).
- Die Doppeldrucke von Goethes Werken, 1806–1808. In: Modern Language Notes 26 (5), 1911, S. 133–137, jstor.org.
- Die Doppeldrucke in ihrer Bedeutung für die Textgeschichte von Wielands Werken. (= Abhandlungen der Königlich Preußischen Akademie der Wissenschaften, 1913, Phil.hist. Klasse Nr. 7), archive.org.

### Als Herausgeber
- Die erste deutsche Bibel. 10 Bände. (= Bibliothek des litterarischen Vereins in Stuttgart, Bd. 234, 238, 243, 246, 249, 251, 254, 258, 259 und 266). Laupp, Tübingen 1904–1915
- Wielands Gesammelte Schriften. Hrsg. von der Dt. Kommission d. Kgl. Preuss. Akademie d. Wissenschaften. Weidmann, Berlin 1909ff. – Kurrelmeyer bearbeitete u. a.:
  - Abt. 1. Werke, Bd. 14. Prosaische Schriften (1928, Nachdruck 1987)
  - Abt. 1. Werke, Bd. 15. Prosaische Schriften (1930, Nachdruck 1987)
  - Abt. 1. Werke, Bd. 1,9. Der goldene Spiegel, Singspiele u. kleine Dichtungen 1772–75 (1931, Nachdruck 1987)
  - Abt. 1. Werke, Bd. 11. Berichte d. Hrsg. zum 1. bis 10. Band, Heft 1. Bericht u. Register zum 9. Band (1932, Nachdruck 1986)
  - Abt. 1. Werke, Bd. 12. Dichtungen 1. 1775–1779 (1935, Nachdruck 1986)
  - Abt. 1. Werke, Bd. 13. Dichtungen 2. 1780–1812 (1935, Nachdruck 1986)
  - Abt. 1. Werke, Bd. 1,6. Agathon (1937, Nachdruck 1986)
  - Abt. 1. Werke, Bd. 1,8. Teil 2. Berichte d. Hrsg. zum 6.-8. Band, Heft 1. Bericht u. Register zum 6. Band (1937, Nachdruck 1986)
  - Abt. 1. Werke, Bd. 21. Kleine Schriften (1939, Nachdruck 1987)
  - Abt. 1. Werke, Bd. 22. Kleine Schriften (1954)